# Oral-History-Archive an der Freien Universität Berlin
Die Freie Universität Berlin bietet Zugang zu bedeutenden Oral-History-Archiven mit audiovisuellen lebensgeschichtlichen Interviews zu verschiedenen Themen und Epochen, u. a. mit Überlebenden des Nationalsozialismus. Lernanwendungen, Online-Ausstellungen, Publikationen und Veranstaltungen unterstützen die Nutzung dieser Interviewarchive in Forschung und Lehre, Bildung und Gedenkstätten. Das Interviewportal „Oral-History.Digital“ macht Interviewarchive verschiedener Institutionen sammlungsübergreifend recherchierbar. Die Digitalen Interview-Sammlungen der Freien Universität Berlin sind damit eines der wichtigsten Oral History-Zentren in Deutschland.

## An der FU Berlin bereitgestellte Interviewarchive anderer Institutionen
Seit 2006 stellt die FU Berlin das Visual History Archive der USC Shoah Foundation. The Institute for Visual History and Education bereit. Das später in die Universitätsbibliothek integrierte Center für Digitale Systeme der Freien Universität Berlin war damals die erste Einrichtung außerhalb der USA, die einen Zugang zu diesem mit über 50.000 Interviews weltgrößten Interviewarchiv zum Holocaust ermöglichte. Zudem wurden im Projekt Zeugen der Shoah. Video-Interviews in der schulischen Bildung 900 deutschsprachige und 50 anderssprachige Video-Interviews transkribiert und umfangreiche Bildungsmaterialien für die didaktische Arbeit mit lebensgeschichtlichen Interviews in Schulen und Gedenkstätten erarbeitet.
Später stellte die FU Berlin auch das Fortunoff Video Archive for Holocaust Testimonies der Yale University bereit. Dieses bereits seit den 1980er Jahren aufgebaute Archiv stellt über 4.500 Interviews mit Überlebenden des Holocaust zur Verfügung. Die Oral-History-Sammlung Refugee Voices der britischen Association of Jewish Refugees umfasst 280 videografierte Interviews mit jüdischen Überlebenden des Nationalsozialismus. Der Fokus der Sammlung liegt auf Interviews mit Flüchtlingen und Überlebenden, die heute in Großbritannien leben, darunter vielen Teilnehmenden der „Kindertransporte“.

## Von der FU erarbeitete Online-Archive
Neben diesen vor Ort nutzbaren Sammlungen hat die FU Berlin auch Oral History-Archive aufgebaut, die nach Registrierung und Freischaltung in eigens entwickelten Plattformen online verfügbar sind. Sie stellen meist videografierte Interviews mit timecodiertem Transkript und deutscher Übersetzung sowie Fotos, Kurzbiografien, Inhaltsverzeichnissen und Registern bereit. Register, Karten, Filter und Volltextsuche unterstützen die Suche in den umfangreichen Sammlungen. Zu einigen dieser Interviewarchive wurden ergänzende Online-Ausstellungen, Online-Handbücher oder Online-Lernanwendungen geschaffen.
Das Online-Archiv Zwangsarbeit 1939–1945. Erinnerungen und Geschichte bewahrt seit 2009 die Erinnerung an 20 Millionen Menschen, die für das nationalsozialistische Deutsche Reich Zwangsarbeit geleistet haben. 590 ehemalige Zwangsarbeiterinnen und Zwangsarbeiter aus 26 Ländern erzählen ihre Lebensgeschichte in ausführlichen Audio- und Video-Interviews. Die 583 Audio- und Video-Interviews mit ehemaligen Zwangsarbeiterinnen und Zwangsarbeitern, KZ-Häftlingen und Kriegsgefangenen sind in 25 Sprachen, aber auch in deutscher Übersetzung zugänglich. Kurzbiografien, Inhaltsverzeichnisse, editorische Anmerkungen, ein Lagerregister und eine Kartenfunktion unterstützen die Arbeit mit den mehrstündigen Interviews. Zusammen mit Schulen und Gedenkstätten sowie Partnerinitiativen in Tschechien, Russland, Polen und den Niederlanden entstanden außerdem verschiedene multimediale Bildungsangebote zum – auch mobilen – Lernen mit Interviews.
Das 2016 veröffentlichte, durchgehend zweisprachige Interviewarchiv Erinnerungen an die Okkupation in Griechenland stellt 93 griechische Video-Interviews bereit Lernanwendungen in deutscher und griechischer Sprache machen die lebensgeschichtlichen Interviews auch für den Schulunterricht zugänglich.
Seit 2022 ist Colonia Dignidad – Ein chilenisch-deutsches Oral History-Archiv durchgehend zweisprachig verfügbar; es umfasst 74 deutsche und spanische Video-Interviews zu einer Sektensiedlung in Chile.
Das 2023 veröffentlichte Interviewarchiv Eiserner Vorhang. Tödliche Fluchten und Rechtsbeugung beinhaltet 16 Video-Interviews mit Angehörigen von deutschen Todesopfern des Grenzregimes in den Ostblockstaaten und der Ostsee. Ausschnitte aus diesen Interviews sind auch über das Biografische Handbuch der Todesopfer der Grenzregime am Eisernen Vorhang zugänglich.
Das Interviewarchiv und die Erlebte Geschichte dokumentieren seit 2023 die Geschichte der FU Berlin durch 82 Video-Interviews mit Universitätsangehörigen.
Ebenfalls seit 2023 ist die Interviewsammlung 40 Jahre Asyl in der Kirche online zugänglich.

## Das InterviewportalOral-History.Digital(oh.d)
Seit 2023 erlaubt das Interviewportal Oral-History.Digital (oh.d) sammlungsübergreifende Recherchen nicht nur in den von der FU Berlin betreuten Interviewarchiven, sondern auch in Hunderten von Interviews aus zahlreichen anderen Institutionen, u. a. der Werkstatt der Erinnerung Hamburg und dem Archiv Deutsches Gedächtnis am Institut für Geschichte und Biographie in Hagen. Die Erschließungs- und Recherche-Plattform Oral-History.Digital macht eine große Vielfalt lebensgeschichtlicher Zeugnisse zu unterschiedlichen Geschichtsepochen zugänglich und unterstützt Interviewprojekte bei der Archivierung, Erschließung und Bereitstellung.

## Die audiovisuellen Forschungsdaten der Oral History
Die Interviews der Oral History sind nicht nur wichtige historische und erinnerungskulturelle Quellen, sondern auch audiovisuelle Forschungsdaten. Deswegen werden die Oral-History-Archive an der Freien Universität Berlin zukünftig auch im Rahmen der Nationalen Forschungsdateninfrastruktur (NFDI) auffindbar, zugänglich, verknüpfbar und nachnutzbar sein. Um dies methodisch, technisch und ethisch angemessen umsetzen zu können, werden in Zusammenarbeit mit dem geschichtswissenschaftlichen NFDI-Konsortium NFDI4Memory dafür Schnittstellen, Vokabulare, Lehrmaterialien und Austauschformate entwickelt. Das von der NFDI4Memory geförderte Projekt ASR4Memory entwickelt für die Forschungscommunity ein prototypisches Angebot zur automatisierten Transkription von audiovisuellen Forschungsdaten in geschichtswissenschaftlichen Kontexten.